# Forreston
Forreston is een plaats (village) in de Amerikaanse staat Illinois en valt bestuurlijk gezien onder Ogle County.

## Demografie
Bij de volkstelling in 2000 werd het aantal inwoners vastgesteld op 1469. In 2006 is het aantal inwoners door het United States Census Bureau geschat op 1518, een stijging van 49 (3,3%).

## Geografie
Volgens het United States Census Bureau beslaat de plaats een oppervlakte van 2,2 km², waarvan 2,2 km² land.

## Plaatsen in de nabije omgeving
De onderstaande figuur toont nabijgelegen plaatsen in een straal van 16 km rond Forreston.